# Macedonia del Norte en los Juegos Paralímpicos
Macedonia del Norte en los Juegos Paralímpicos está representada por el Comité Paralímpico Macedonio, miembro del Comité Paralímpico Internacional.
Ha participado en ocho ediciones de los Juegos Paralímpicos de Verano, su primera presencia tuvo lugar en Atlanta 1996. El país ha obtenido un total de dos medallas en las ediciones de verano: una de oro y una de plata.
En los Juegos Paralímpicos de Invierno Macedonia del Norte no ha participado en ninguna edición.

## Medallero

### Por edición
Juegos Paralímpicos de Verano
| Evento              | Oro | Plata | Bronce | Total |
| ------------------- | --- | ----- | ------ | ----- |
| Atlanta 1996        | 0   | 0     | 0      | 0     |
| Sídney 2000         | 0   | 0     | 0      | 0     |
| Atenas 2004         | 0   | 1     | 0      | 1     |
| Pekín 2008          | 0   | 0     | 0      | 0     |
| Londres 2012        | 1   | 0     | 0      | 1     |
| Río de Janeiro 2016 | 0   | 0     | 0      | 0     |
| Tokio 2020          | 0   | 0     | 0      | 0     |
| París 2024          | 0   | 0     | 0      | 0     |
| TOTAL               | 1   | 1     | 0      | 2     |

### Por deporte
Deportes de verano
| Evento | Oro | Plata | Bronce | Total |
| ------ | --- | ----- | ------ | ----- |
| Tiro   | 1   | 1     | 0      | 2     |
| TOTAL  | 1   | 1     | 0      | 2     |